# Larbi Ben M'hidi (film)
Pour plus de détails, voir Fiche technique et Distribution.
Larbi Ben M'hidi est un film algérien réalisé par Bachir Derrais, sorti en 2025.

## Synopsis
Le film retrace le parcours de Larbi Ben M'hidi, une personnalité marquante de la Guerre d'Algérie, un des membres fondateurs du F.L.N. - A.L.N.
Depuis son village natal, en passant par Biskra où il fait ses études, ensuite les répressions du 8 mai 1945 où il fut arrêté pour sa participation aux manifestations nationalistes, son intégration à l'Organisation spéciale (O.S.), son rôle déterminant dans le succès du Congrès de la Soummam en défendant l'union nationale de toutes les forces patriotes, seule garantie de libérer l'Algérie, son voyage au Caire pour y rencontrer les dirigeants de l’Extérieur dont Ahmed Ben Bella, sa participation avec Abane Ramdane, Krim Belkacem, Saâd Dahlab et Benyoucef Benkhedda en tant que membre de Comité de coordination et d'exécution (CCE) pour la création de la Zone autonome d'Alger (Z.A.A.) au cœur de la Casbah d'Alger dont il était le responsable de la branche militaire de la Z.A.A. et contrôle les commandos dont font partie les réseaux bombes et en organisant en même temps durant la Bataille d'Alger, la Grève des Huit jours à partir du 28 janvier 1957 au moment où la question algérienne est débattue à l'ONU et son arrestation avant son assassinat par les parachutistes du 1er REP aux ordres du général Paul Aussaresses.

## Scénario et production
Le film est réalisé par Bachir Derrais, sur un scénario co-écrit par Abdelkrim Bahloul et Mourad Bourboune, avec Khaled Benaissa dans le rôle de Larbi Ben M’hidi. Les scénaristes se sont basés sur les écrits des historiens et les témoignages des compagnons d’armes et des proches de Larbi Ben M’hidi.
Le film est financé à hauteur de 520 millions de dinars par le Ministère de la Culture et des Arts et le  Ministère des Moudjahidine, en plus de financements d’opérateurs publics et privés. Son budget total est de 800 millions de dinars (près de 6 millions d’euros).

## Censure et déblocage
Avant toute diffusion du film, la commission de visionnage du ministère de la Culture et des Arts se charge d’accorder ou non l’autorisation d’exploitation d’une œuvre sur le territoire. Dans le cas de Ben M’Hidi, la commission du Ministère des Moudjahidines et des Ayants droit participe également au processus d’autorisation. Ce ministère, chargé de la protection et de la promotion des anciens combattants de la Guerre d'Algérie, intervient lorsqu’une œuvre présentée porte sur la Guerre d'Algérie. C’est notamment ce dernier qui, après visionnage en 2018, a émis un refus comportant de nombreuses réserves, au nombre de 55, quant au traitement de la vie et du parcours de Larbi Ben M’Hidi. Des critiques étaient même émises sur le côté artistique et non pas seulement historique du film; ce qui ne relève pas des prérogatives de la commission.
Depuis ce refus, des rencontres et négociations se sont déroulées entre les membres de la commission et le réalisateur. Un accord a été trouvé permettant ainsi la sortie nationale du film dans le courant du printemps 2024. Une avant-première de Ben M’Hidi est projetée à Alger le 4 mars 2023. D’autres projections sont également attendues à l’international.